# فسندن ۱۵۹۳۹
سیارک ۱۵۹۳۹ (به انگلیسی: 15939 Fessenden، نامگذاری:1997YP8) پانزده هزار و نهصد و سی و نهمین سیارک کشف شده‌است که در ۲۸ دسامبر ۱۹۹۷ کشف شد.
قدر مطلق سیارک برابر ۴۲.۶ است.